# 馬斯沙丘國家公園

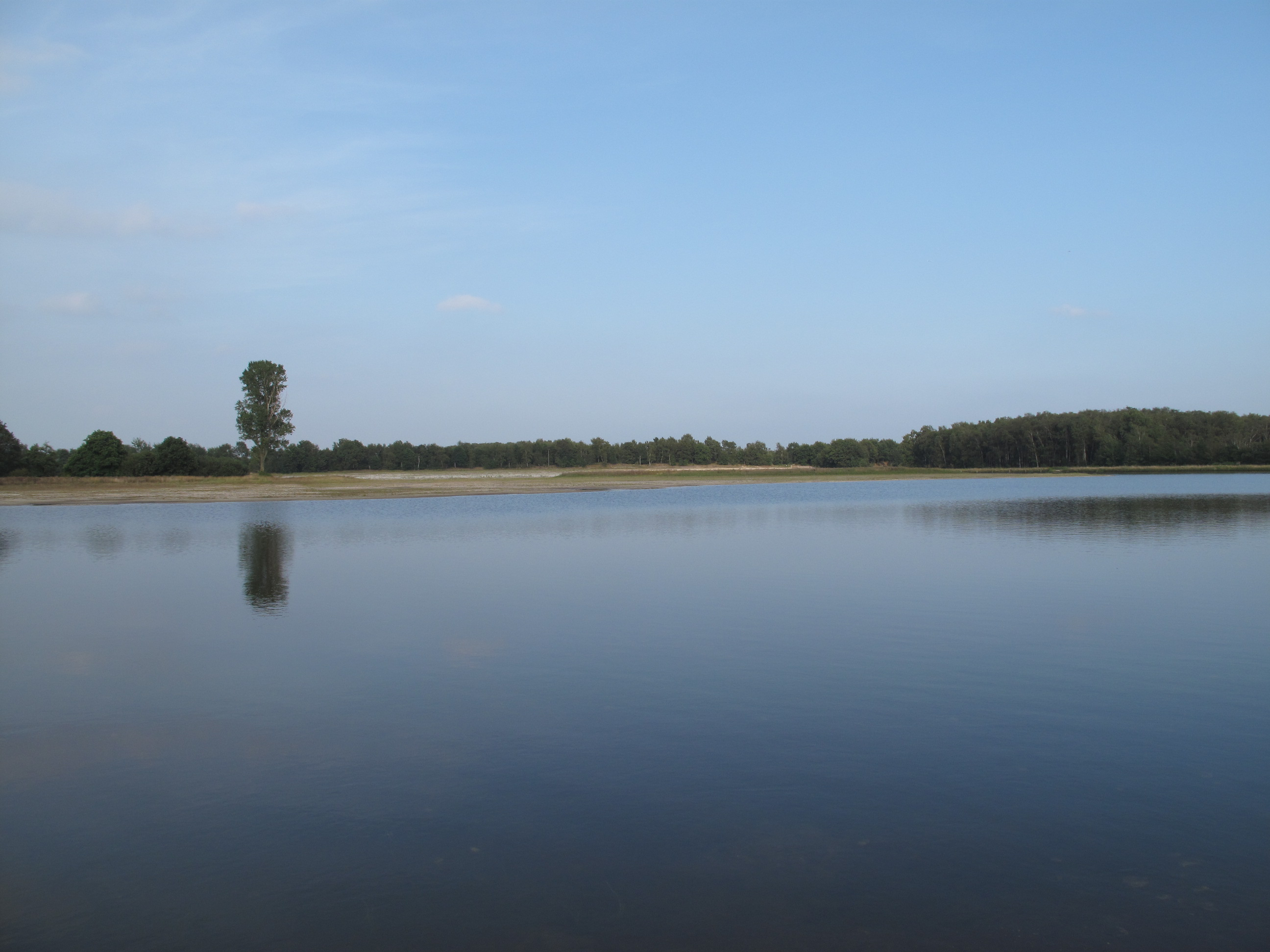

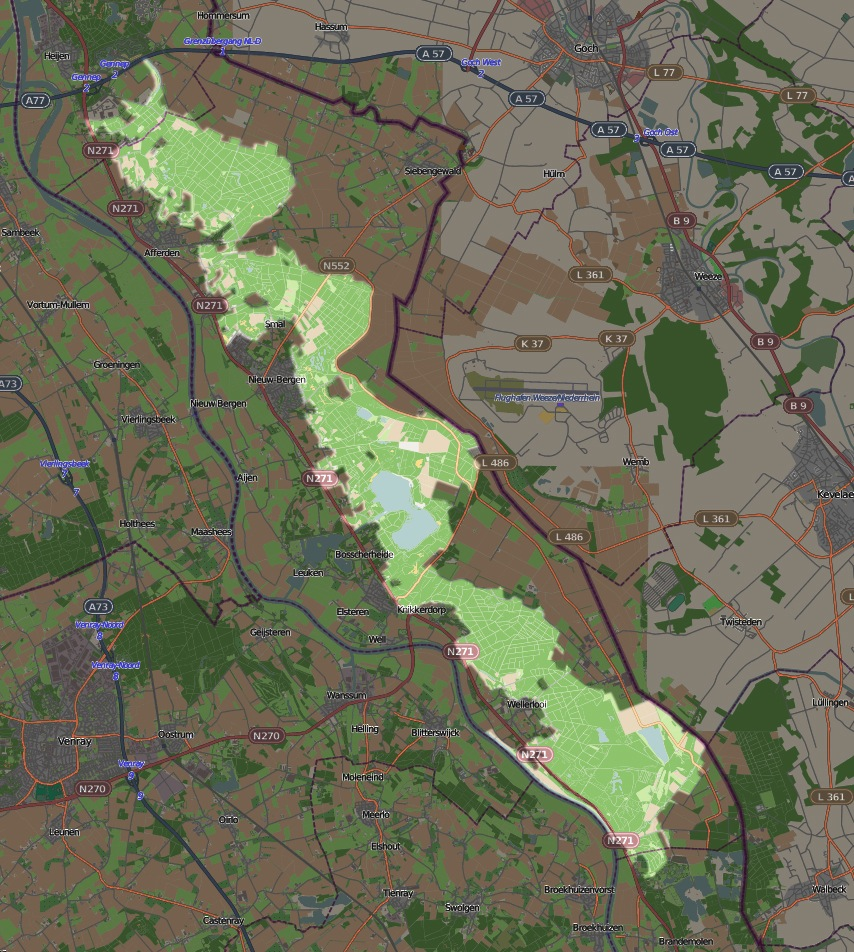

51°35′N 6°05′E / 51.583°N 6.083°E
馬斯沙丘國家公園（荷蘭語：Nationaal Park De Maasduinen）是荷蘭的國家公園，位於該國東南部林堡省，成立於1996年，面積45平方公里，有捷蜥蜴、蛇蜥、胎生蜥蜴、歐洲鋤足蟾等多種爬蟲類動物棲息。